# Maddalena Pelzet
Maddalena Signorini Pèlzet (Firenze, 21 febbraio 1801 – Firenze, 8 novembre 1854) è stata un'attrice teatrale italiana.
Nel 1816 entrò nella Compagnia Zannoni e Pinotti, ove conobbe e sposò l'attore Ferdinando Pelzet. Prima attrice a Roma e in seguito (1818) nella Compagnia nazionale toscana, fu versatile interprete di Vittorio Alfieri e Silvio Pellico.
Sappiamo che Antonio Ranieri trascinò a Roma l'amico Giacomo Leopardi, tra l'ottobre del 1831 e il marzo del 1832, per dare seguito al proprio corteggiamento dell'attrice.